# W73 (核彈頭)

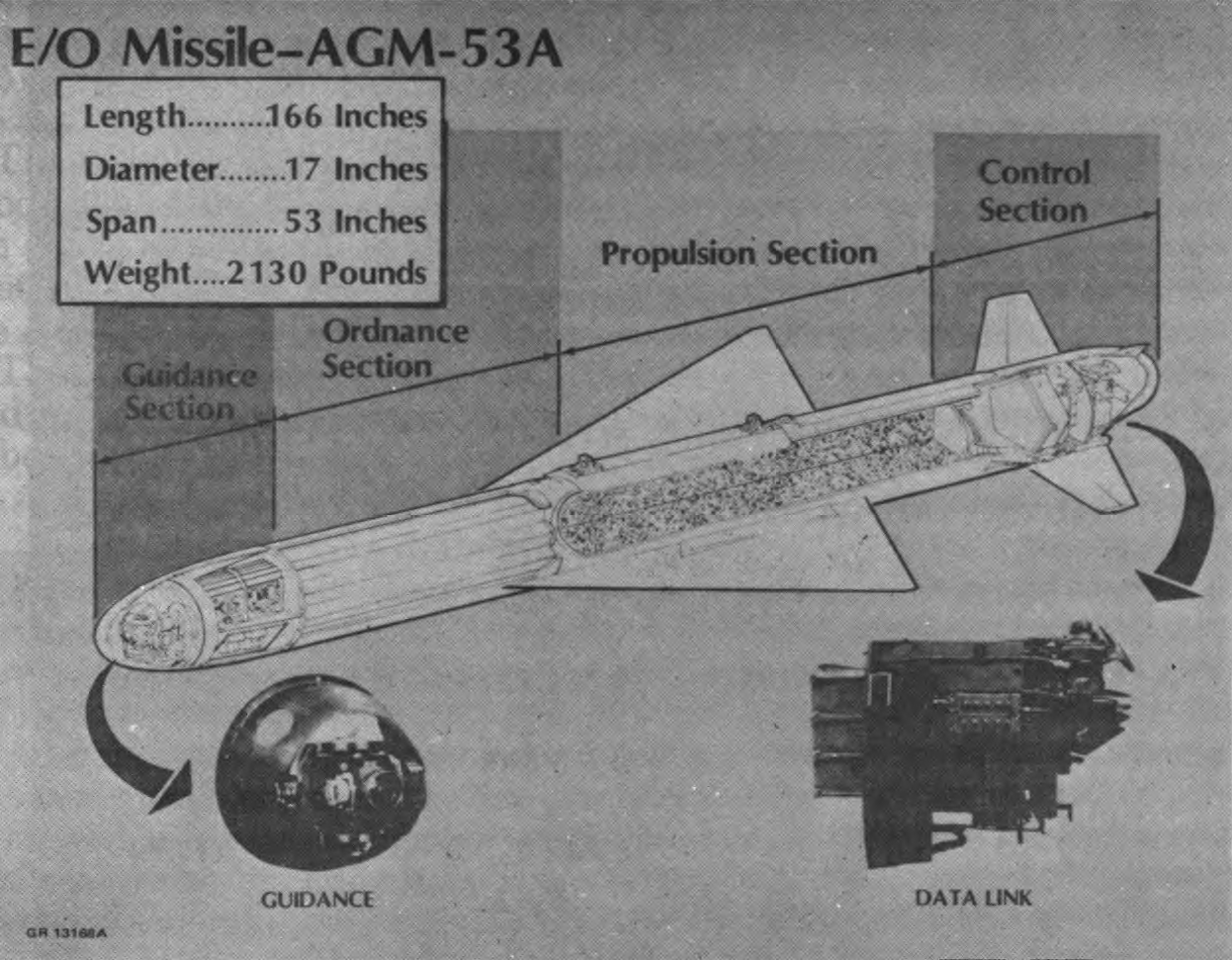
AGM-53空對地戰術導彈的設計圖。

W73是計劃用於的AGM-53空對地導彈的核彈頭，由洛斯阿拉莫斯科學實驗室(現時的洛斯阿拉莫斯國家實驗室)設計。W73核彈頭的1970年被取消，取而代之安裝在AGM-53空對地導彈的是純常規彈頭。AGM-53空對地導彈在1975年獲批准進行生產，並預計生產250枚導彈，但因成本高昂而在1976年取消。
W73據報源自B-61戰術核子彈，W73的直徑為17英吋(430 mm)。
AGM-53空對地導彈發射時重2,130磅(970 kg)，搭載一枚286 kg(631磅)的核彈頭。目前尚不清楚上述重量是指AGM-53空對地導彈的傳統版本，還是搭載核彈頭版本。